# Тафілалет
Тафілалет або Тафілальт (бербер. ⵜⴰⴼⵉⵍⴰⵍⵜ; араб. تافيلالت) — історична область та найбільша оаза Марокко. Розташована у регіоні Драа — Тафілалет. У минулому називалася Сіджильмаса.

## Назва
Слово «Тафілальт» має берберське походження та перекладається як «глечик» — спеціальна керамічна ємність, що використовується для зберігання води.

## Історія
Місто Сіджильмаса, що колись існувало у цій місцевості, було засновано лідером берберського племені Мікнасів Мусою бен Насером у 757 році. Воно було важливим торговим містом на транссахарському караванному шляху від річки Нігер до міста Танжер.
Династія Алавітів, що правила Марокко в XVII столітті, походила саме з Тафілалету. В 1606 році Зідан Абу Маалі, султан Марокко, втік до цього регіону, де заробляв на золоті, видобутому неподалік та незабаром захопив місто Марракеш. За кілька років, у 1610, Ахмед ібн Абі Махаллі створив армію в районі Тафілальту, з якою відвоював Марракеш назад, але втратив контроль після того, як Сіді Ях'я бен Юнес знов визволив місто для Абу Маалі.
Десять років потому у Тафілальті був організований заколот проти тодішнього султана, проте він був придушений за чотири місяці. У 1648 р. було започатковано традицію, за якою мавританські султани Марокко відправляли до Тафілальта своїх зайвих синів або дочок.
XIV столітті середньовічний мандрівник Ібн Баттута повідомляв про відвідування Сіджильмаси (коло Тафілальта) під час подорожі з Феса до Малі, «країни чорних». Пізніше, в 1818 році, Сіджильмаса була зруйнована, Айт Аттою, але руїни міста, включаючи дві брами, стоять і донині. Першими європейцями, що відвідали Тафілальт за сучасної епохи, були Рене Кає у 1828 році та Герхард Рольфс — у 1864 році.

## Географія
Оаза розташована уздовж річки Зіз. До винаходу автомобілів шлях до Тафілалету від Феса та Мекнеса крізь Атлаські гори займав біля 10 днів. Оаза Тафілалет з давніх часів відома своїми фініками.

## Галерея

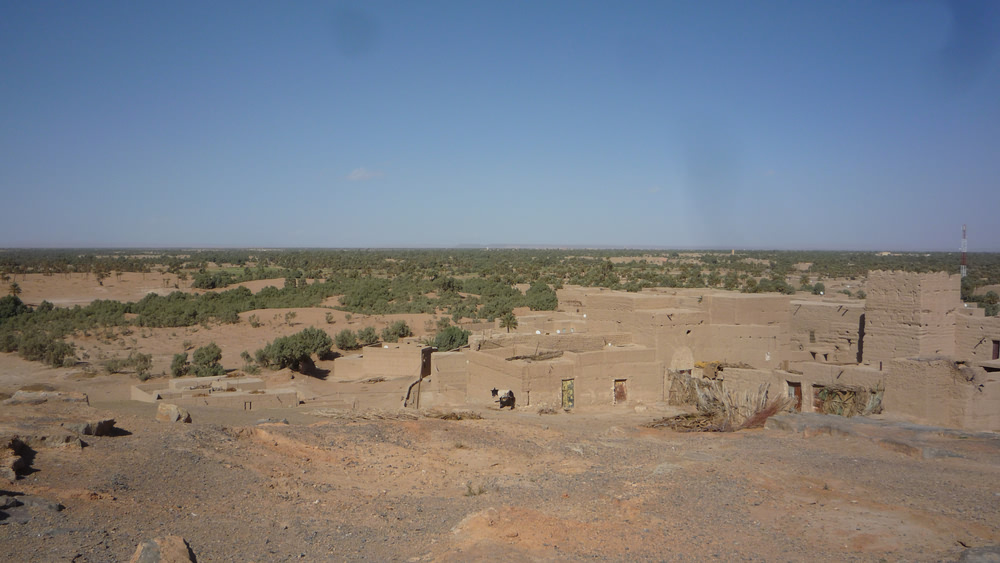
Оаза Тафілалет
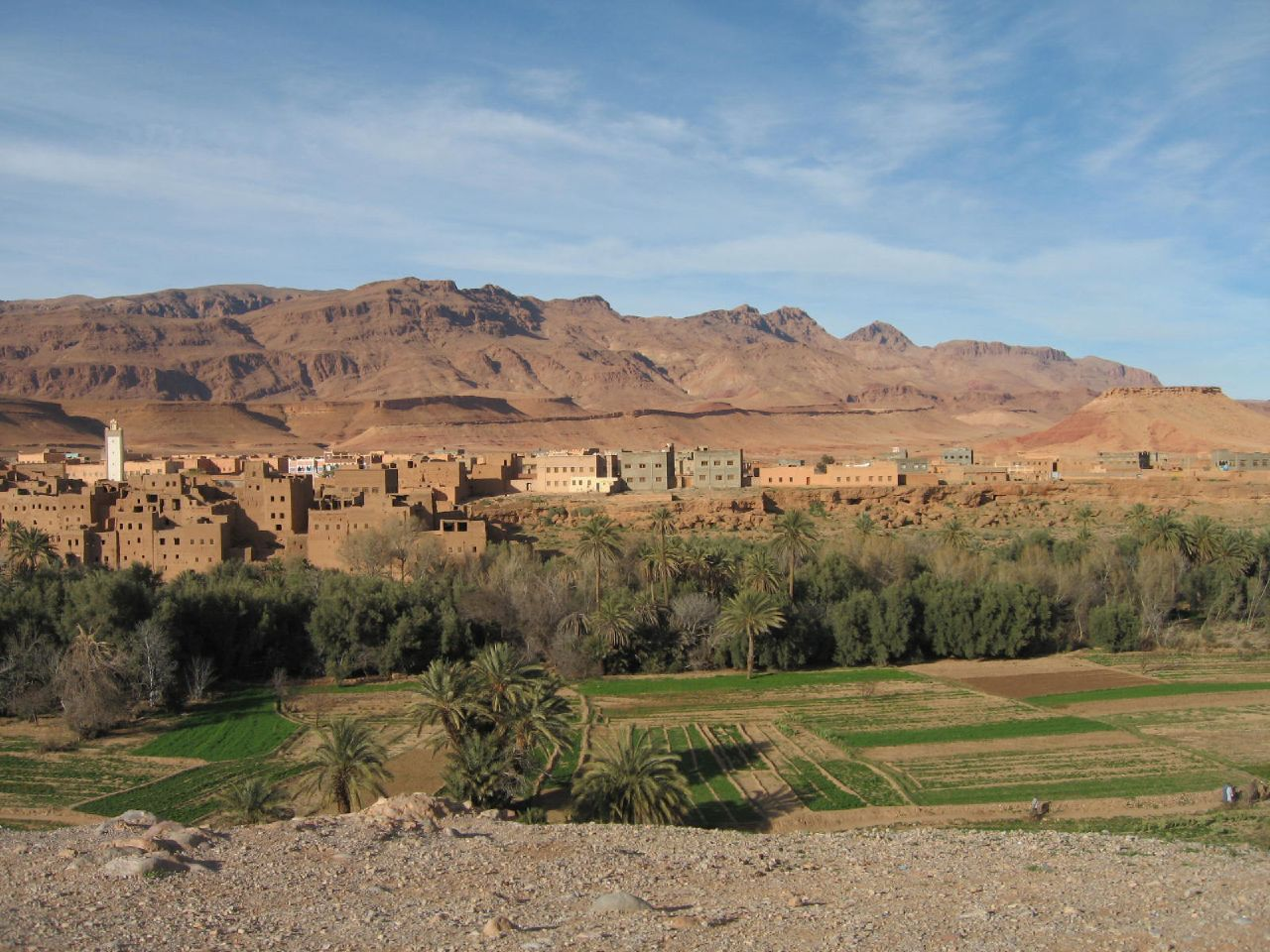
Оаза Тафілалет
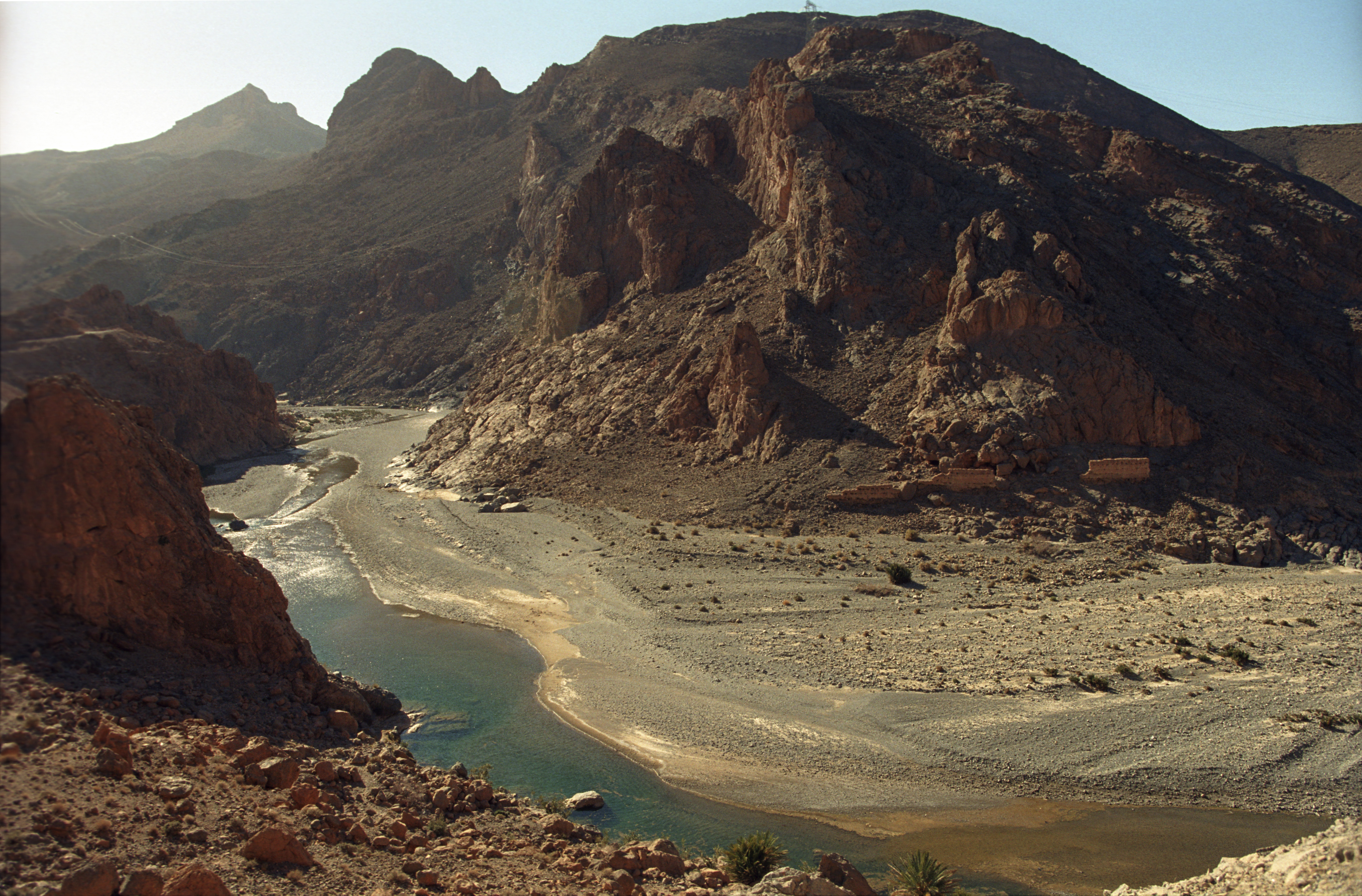
Річка Зіз
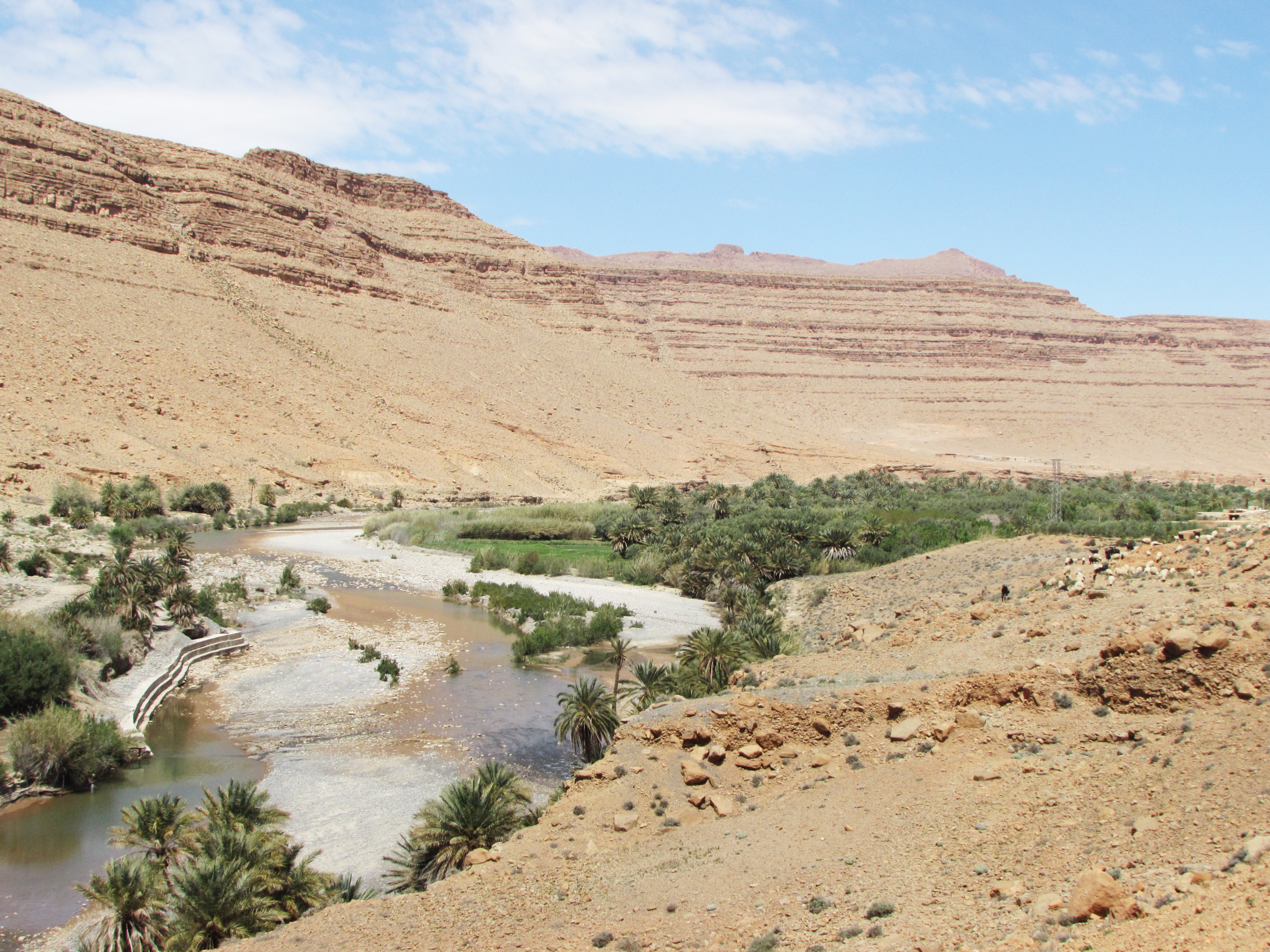
Річка Зіз
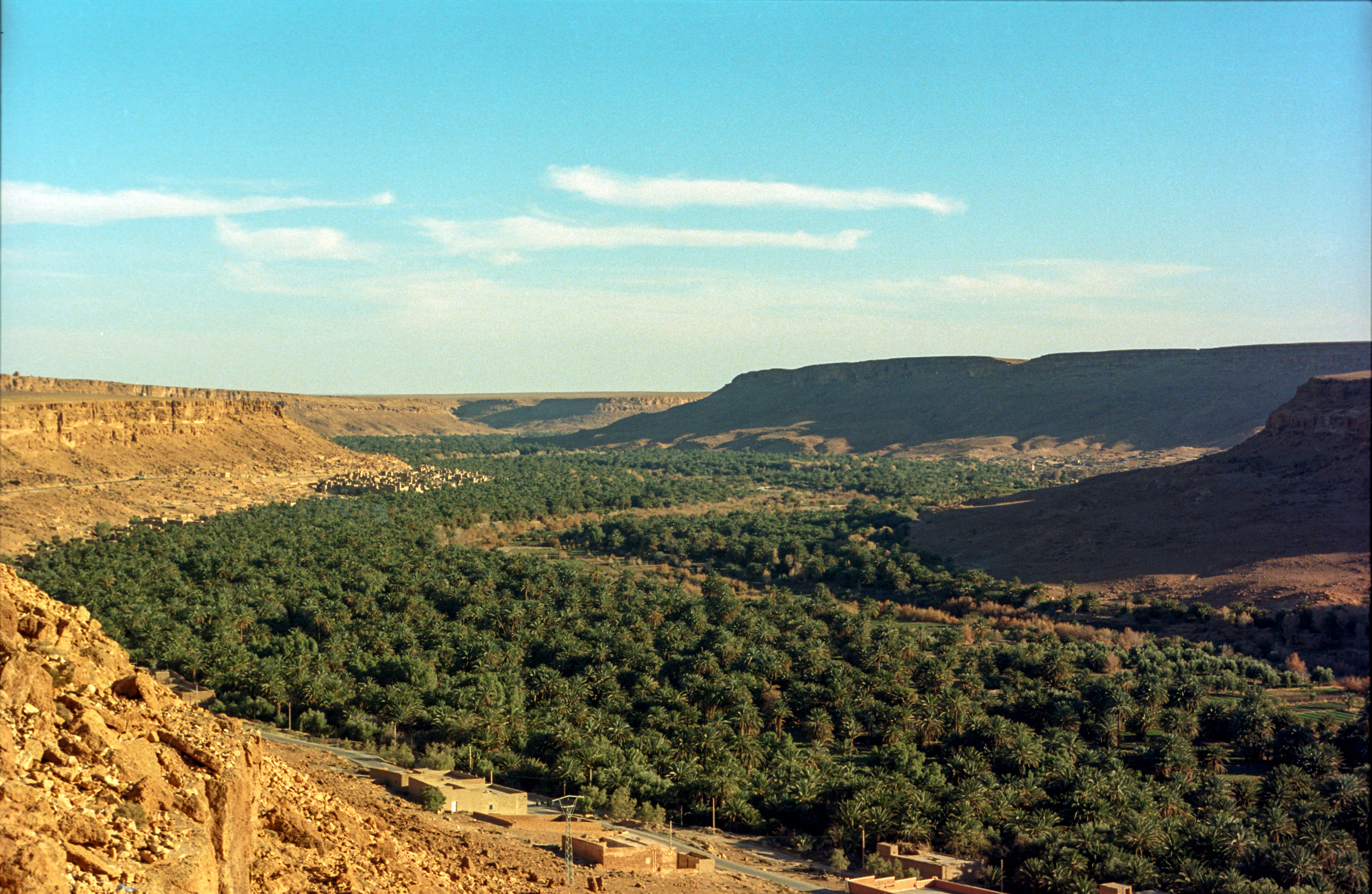
Долина річки Зіз
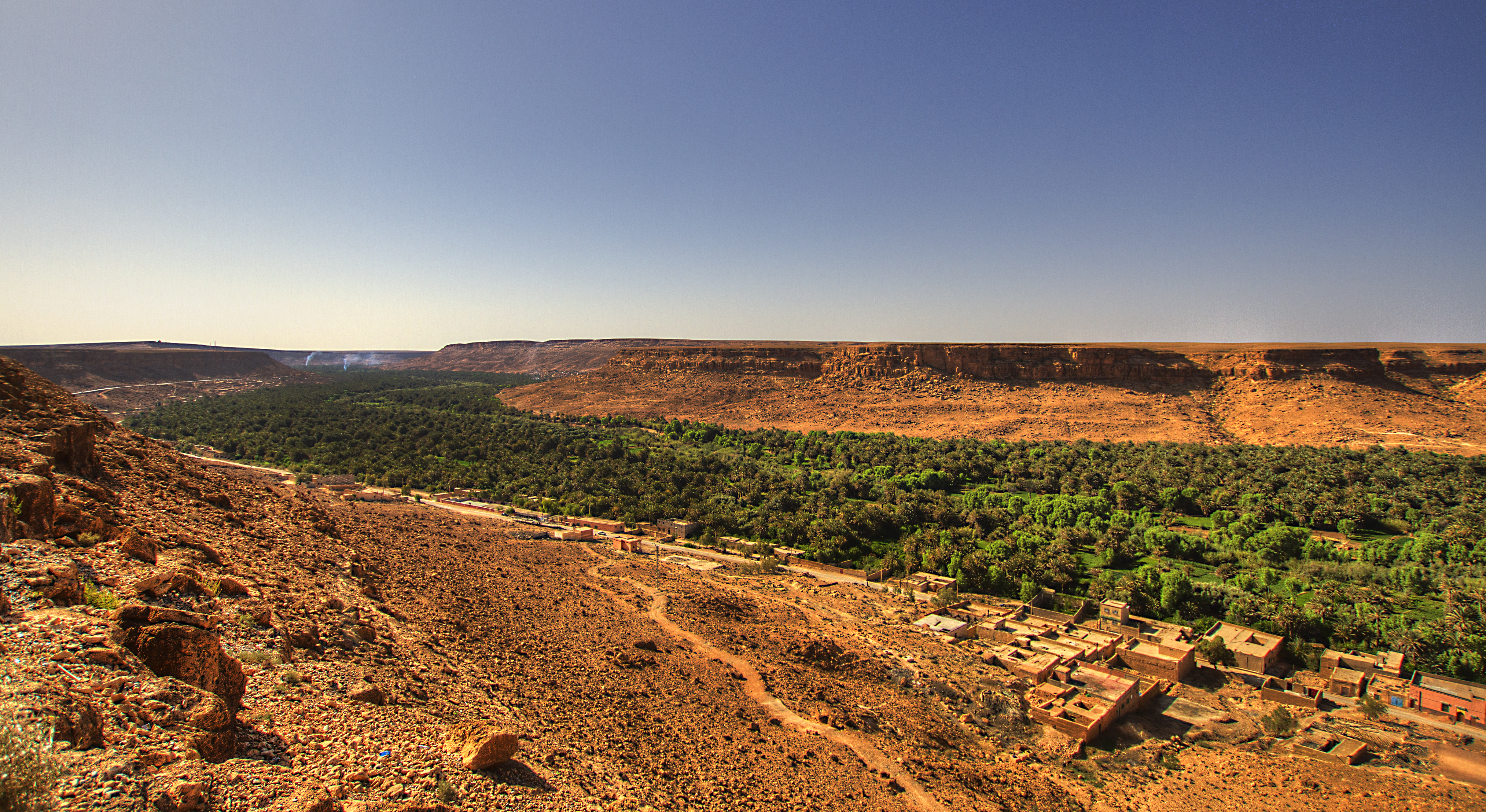
Долина річки Зіз